# Bantamvikt i fristil i brottning vid olympiska sommarspelen 1980
Herrarnas brottningsturnering i fristil i viktklassen bantamvikt vid olympiska sommarspelen 1980 avgjordes i Sports Complex of the Central Sports Club of the Army i Moskva. 

## Medaljörer
| Klass      | Guld                              | Silver                  | Brons                                |
| Bantamvikt | Sergei Beloglazov · Sovjetunionen | Li Ho-Pyong · Nordkorea | Dugarsürengiin Oyuunbold · Mongoliet |

## Resultat
Legend
- TF — Vinst genom fall
- IN — Vinst genom att motståndaren skadas
- DQ — Vinst genom passivitet
- D1 — Vinst genom passivitet, vinnaren är också passiv
- D2 — Båda brottarna förlorade på grund av passivitet
- FF — Vinst genom förverkande
- DNA — Anlände inte
- TPP — Totala straffpoäng
- MPP — Matchstraffpoäng

Straff
- 0 — Vinst genom fall, teknisk överlägsenhet, passivitet, skada och förverkande
- 0.5 — Vinst på poäng, 8-11 poängs skillnad
- 1 — Vinst på poäng, 1-7 poängs skillnad
- 2 — Vinst på passivitet, vinnaren är också passiv
- 3 — Förlust på poäng, 1-7 poängs skillnad
- 3.5 — Förlust på poäng, 8-11 poängs skillnad
- 4 — Förlust genom fall, teknisk överlägsenhet, passivitet, skada och förverkande

### Elimineringsrunda

#### Omgång 1
| TPP | MPP |                                | Poäng     |                           | MPP | TPP |
| --- | --- | ------------------------------ | --------- | ------------------------- | --- | --- |
| 4   | 4   | Cris Brown (AUS)               | TF / 7:41 | Li Ho-Pyong (PRK)         | 0   | 0   |
| 0   | 0   | Wiesław Kończak (POL)          | 24 - 3    | Amrik Singh Gill (GBR)    | 4   | 4   |
| 0   | 0   | Sergei Beloglazov (URS)        | TF / 4:46 | Ivan Tsochev (BUL)        | 4   | 4   |
| 0   | 0   | Antonio La Bruna (ITA)         | DQ / 7:28 | Mahmoud El-Messouti (SYR) | 4   | 4   |
| 0   | 0   | Sándor Németh (HUN)            | TF / 6:48 | Karim Muhsin (IRQ)        | 4   | 4   |
| 0   | 0   | Juan Rodríguez (CUB)           | DQ / 7:23 | Pham Van Ty (VIE)         | 4   | 4   |
| 1   | 1   | Carlos Hurtado (PER)           | 12 - 11   | Mohammad Halilula (AFG)   | 3   | 3   |
| 1   | 1   | Dugarsürengiin Oyuunbold (MGL) | 10 - 10   | Aurel Neagu (ROU)         | 3   | 3   |

#### Omgång 2
| TPP | MPP |                         | Poäng     |                                | MPP | TPP |
| --- | --- | ----------------------- | --------- | ------------------------------ | --- | --- |
| 8   | 4   | Cris Brown (AUS)        | 1 - 33    | Wiesław Kończak (POL)          | 0   | 0   |
| 0   | 0   | Li Ho-Pyong (PRK)       | DQ / 5:03 | Amrik Singh Gill (GBR)         | 4   | 8   |
| 0   | 0   | Sergei Beloglazov (URS) | TF / 2:05 | Antonio La Bruna (ITA)         | 4   | 4   |
| 4   | 0   | Ivan Tsochev (BUL)      | TF / 4:26 | Mahmoud El-Messouti (SYR)      | 4   | 8   |
| 1   | 1   | Sándor Németh (HUN)     | 9 - 7     | Juan Rodríguez (CUB)           | 3   | 3   |
| 4   | 0   | Karim Muhsin (IRQ)      | TF / 5:59 | Pham Van Ty (VIE)              | 4   | 8   |
| 5   | 4   | Carlos Hurtado (PER)    | TF / 2:08 | Dugarsürengiin Oyuunbold (MGL) | 0   | 1   |
| 7   | 4   | Mohammad Halilula (AFG) | FF        | Aurel Neagu (ROU)              | 0   | 3   |

#### Omgång 3
| TPP | MPP |                         | Poäng     |                                | MPP | TPP |
| --- | --- | ----------------------- | --------- | ------------------------------ | --- | --- |
| 1   | 1   | Li Ho-Pyong (PRK)       | 9 - 5     | Wiesław Kończak (POL)          | 3   | 3   |
| 0   | 0   | Sergei Beloglazov (URS) | TF / 1:36 | Sándor Németh (HUN)            | 4   | 5   |
| 4   | 0   | Ivan Tsochev (BUL)      | 13 - 1    | Antonio La Bruna (ITA)         | 4   | 8   |
| 4   | 0   | Karim Muhsin (IRQ)      | TF / 1:49 | Carlos Hurtado (PER)           | 4   | 9   |
| 7   | 4   | Juan Rodríguez (CUB)    | IN / 0:39 | Dugarsürengiin Oyuunbold (MGL) | 0   | 1   |
| 3   |     | Aurel Neagu (ROU)       |           | Bye                            |     |     |

#### Omgång 4
| TPP | MPP |                       | Poäng     |                                | MPP | TPP |
| --- | --- | --------------------- | --------- | ------------------------------ | --- | --- |
| 6   | 3   | Aurel Neagu (ROU)     | 3 - 10    | Li Ho-Pyong (PRK)              | 1   | 2   |
| 7   | 4   | Wiesław Kończak (POL) | TF / 3:23 | Sergei Beloglazov (URS)        | 0   | 0   |
| 4   | 0   | Ivan Tsochev (BUL)    | TF / 6:40 | Sándor Németh (HUN)            | 4   | 9   |
| 8   | 4   | Karim Muhsin (IRQ)    | TF / 2:01 | Dugarsürengiin Oyuunbold (MGL) | 0   | 1   |

#### Omgång 5
| TPP | MPP |                    | Poäng     |                                | MPP | TPP |
| --- | --- | ------------------ | --------- | ------------------------------ | --- | --- |
| 6   | 4   | Li Ho-Pyong (PRK)  | TF / 1:12 | Sergei Beloglazov (URS)        | 0   | 0   |
| 7   | 3   | Ivan Tsochev (BUL) | 6 - 9     | Dugarsürengiin Oyuunbold (MGL) | 1   | 2   |

### Sista omgångarna
| TPP | MPP |                         | Poäng     |                                | MPP | TPP |
| --- | --- | ----------------------- | --------- | ------------------------------ | --- | --- |
|     | 4   | Li Ho-Pyong (PRK)       | TF / 1:12 | Sergei Beloglazov (URS)        | 0   |     |
| 5   | 1   | Li Ho-Pyong (PRK)       | 7 - 7     | Dugarsürengiin Oyuunbold (MGL) | 3   |     |
| 0   | 0   | Sergei Beloglazov (URS) | DQ / 7:00 | Dugarsürengiin Oyuunbold (MGL) | 4   | 7   |